# Earth Song
〈Earth Song〉은 미국의 싱어송라이터 마이클 잭슨이 그의 아홉 번째 스튜디오 음반 《HIStory: Past, Present and Future, Book I》를 위해 쓰고 부른 노래이다. 1995년 11월 27일 에픽 레코드에 의해 이 음반의 세 번째 싱글로 발매되었다. 블루스, 가스펠, 오페라의 요소를 결합한 발라드이다. 잭슨은 〈We Are the World〉, 〈Man in the Mirror〉, 〈Heal the World〉 등 사회적으로 의식적인 노래를 발표한 오랜 역사가 있지만 환경과 동물복지를 공개적으로 논의한 것은 〈Earth Song〉이 처음이다. 〈Earth Song〉은 《Dangerous》 음반을 위해 만들어졌지만 최종 컷 탈락했다.
잭슨이 작사, 작곡하고 잭슨, 데이비드 포스터, 빌 보트렐이 프로듀싱한 〈Earth Song〉은 지구의 파괴와 부활을 중심으로 4개의 지리적 지역에서 촬영된 호화로운 뮤직 비디오와 함께 1997년 그래미 어워드 후보에 올랐다. 이 노래는 영국에서 1위를 차지했고 1995년 크리스마스 싱글에서 1위를 차지했다. 그것은 또한 독일, 아이슬란드, 스코틀랜드, 스페인, 스웨덴, 스위스에서 1위를 차지했고 프랑스, 아일랜드, 네덜란드에서 2위를 차지했다. 잭슨은 계속해서 다양한 동물과 환경 단체로부터 인정을 받았다.
2011년 이 곡은 마이클 잭슨의 시 〈Planet Earth〉 (이전에는 《Michael Jackson's This Is It》, 2009년에 발매)와 짝을 이루었고 리믹스 음반 《Immortal》의 곡으로 발매되었다.

## 제작
잭슨은 오스트리아 빈의 호텔 임페리얼에서 작업 제목인 〈What About Us〉로 〈Earth Song〉을 썼다. 잭슨은 가사적으로 깊고 감성적인 메시지를 담고 있지만 멜로디가 심플해 전 세계, 특히 비영어권 팬들이 따라 부를 수 있는 곡을 만들고 싶었다.
〈Earth Song〉은 잭슨, 데이비드 포스터, 빌 보트렐이 프로듀싱했다. 안드래 크라우치 합창단과 잭슨이 클라이맥스에서 전화 응대 구호를 한다.
베이시스트 가이 프랫에 따르면 잭슨은 프랫의 녹음 당시 성형수술에서 회복 중이었고 스튜디오의 믹싱 데스크 아래에 숨었다고 한다. 잭슨은 프랫에게 지시를 내렸고, 조수는 잭슨이 방에 없는 척했다.

## 구성
〈Earth Song〉은 블루스, 가스펠, 오페라의 요소를 결합한 발라드이다.
잭슨은 전쟁부터 황폐화, 동물과 지구 그 자체에 이르기까지 인류가 초래한 비참한 상황을 묘사한다. 잭슨은 사람들에게 지구가 그들의 조상 아브라함을 통해 하나님으로부터 물려받은 유산임을 기억하라고 촉구한다. "What about death again"는 모든 이들에게 영원한 죽음을 떠올리게 하며, 회개할 마음을 확인하라거나, 자신이 진정으로 마음을 쓰고 있는지 살펴보라고 당부한다. 야곱은 여호와의 증인과 결별하고 죽을 때까지 성경적 예수 그리스도에 집중하기 위해 신앙을 단순화했다.

## 상업적 성과
영국에서는 1995년 12월 6주 동안 U2와 브라이언 이노 프로젝트 패신저스를 제치고 1996년 초까지 영국 싱글 차트에서 1위를 차지했다. 〈Earth Song〉은 비틀즈가 25년 만에 발매한 싱글곡 〈Free as a Bird〉를 1위로 유지했고, 오아시스의 〈Wonderwall〉과 비요크의 〈It's Oh So Quiet〉도 1위를 지켰다. 12월 초, 음반 제작자들은 잭슨이 비틀즈를 1위 자리에서 밀어내고 크리스마스 1위 싱글을 달성할 것이라고 정확하게 예측했다. 2017년 9월 현재 국내에서 1,210,297장이 팔렸다.
이 노래는 또한 아이슬란드, 스페인, 스웨덴, 스위스에서도 1위를 차지했고, 거의 모든 유럽 주에서 5위 안에 들었다. 독일에서는 잭슨이 독일 싱글 차트 1위에 오른 첫 번째 싱글로 5주 연속 정상을 차지했다.

## 뮤직 비디오
1995년 제네시스 어워드에서 도리스 데이 뮤직 어워드, 1997년 그래미 어워드 단편 뮤직 비디오 부문 후보에 올랐다. 이 작품은 동물 학대, 삼림 벌채, 오염, 밀렵, 빈곤, 전쟁의 이미지를 보여주는 환경적인 주제를 가지고 있었다. 잭슨과 세상 사람들은 〈Earth Song〉이라는 영적인 구호로 뭉쳐 세상을 치유하는 힘을 불러낸다. 특수효과를 이용해 시간이 거꾸로 흘러 생명이 돌아오고 전쟁이 끝나고 숲이 다시 자라난다. 이 비디오는 잭슨의 힐 더 월드 재단에 대한 기부 요청으로 마무리된다. 이 동영상은 미국에서 드물게 상영되었다.
이 비디오는 4개의 지리적 지역(아메리카, 유럽, 아프리카)에서 촬영되었다. 첫 번째 장소는 아마존 우림이었는데, 비디오 완성 일주일 만에 상당 부분이 파괴됐다. 비디오에는 이 지역 원주민들이 등장했고 배우들은 아니었다. 두 번째 장면은 크로아티아의 카를로바츠에 있는 전쟁터로 유명한 세르비아의 배우 슬로보단 디미트리예비치와 그 지역 주민들이 함께 했다. 3위는 탄자니아로 불법 밀렵과 사냥 장면을 비디오에 담았다. 다큐멘터리 기록 보관소에서 가져온 이기 때문에 〈Earth Song〉을 만드는 동안 어떤 동물도 다치지 않았다. 마지막 장소는 옥수수 밭에서 안전한 산불이 모의실험된 뉴욕의 워릭이었다.
이 비디오는 또한 비디오 음반인 《HIStory on Film, Volume II》와 《Number Ones》와 《Michael Jackson's Vision》에도 포함되었다.

## 곡 목록
| 영국 CD1 1. "Earth Song (Radio Edit)" – 4:58 2. "Earth Song (Hani's Club Experience)" – 7:55 3. "Michael Jackson DMC Megamix" – 11:18 영국 CD2 1. "Earth Song (Radio Edit)" – 4:58 2. "Earth Song (Hani's Radio Experience)" – 3:33 3. "Wanna Be Startin' Somethin' (Brothers in Rhythm Mix)" – 7:35 4. "Wanna Be Startin' Somethin' (Tommy D's Main Mix)" – 7:40 | Earth Song (Hani Remixes) 1. "Earth Song (Hani's Around The World Experience)" – 14:47 2. "Earth Song (Hani's Club Experience)" – 7:55 3. "Earth Song (Hani's Extended Radio Experience)" – 4:32 4. "Earth Song (Hani's Radio Experience)" – 3:33 |

## 인증
| 국가                                                                                         | 인증        | 판매량/출하량 |
| -------------------------------------------------------------------------------------------- | ----------- | ------------- |
| 오스트리아 (IFPI 오스트리아)                                                                 | 플래티넘    | 50,000*       |
| 벨기에 (BEA)                                                                                 | 골드        | 25,000*       |
| 프랑스 (SNEP)                                                                                | 골드        | 250,000*      |
| 독일 (BVMI)                                                                                  | 2× 플래티넘 | 1,000,000^    |
| 노르웨이 (IFPI 노르웨이)                                                                     | 골드        |               |
| 스위스 (IFPI 스위스)                                                                         | 플래티넘    | 50,000^       |
| 영국 (BPI)                                                                                   | 2× 플래티넘 | 1,210,297     |
| 미국 (RIAA)                                                                                  | 골드        | 500,000       |
| *판매량을 기반으로 한 인증 · ^출하량을 기반으로 한 인증 · 판매량+스트리밍을 기반으로 한 인증 |             |               |